# Paper Plane (sång)
Paper Plane är en singel/låt släppt av den brittiska rockgruppen Status Quo den 10 november 1972 på skivbolaget Vertigo. Låten är skriven av Francis Rossi och Bob Young och finns med på albumet Piledriver från 1973.
B-sidan på singeln var låten Softer Ride som skrevs av Rick Parfitt och Alan Lancaster. Låten blev senare ett albumspår på albumet Hello! 1973.

## Instrumentsättning
- Francis Rossi - sång, sologitarr
- Rick Parfitt - körsång, rythmgitarr
- Alan Lancaster - bas
- John Coghlan - trummor

## Album som låten finns på
- Piledriver (1973)
- 12 Gold Bars (1980)
- Rocking All Over The Years (1991)
- "Whatever You Want" - the Very Best Of Status Quo (1997)
- XS All Areas - The Greatest Hits (2004)